# لاسلو بنس
لاسلو بنس (انگلیسی: László Bénes؛ زادهٔ ۹ سپتامبر ۱۹۹۷) یک بازیکن فوتبال اهل اسلواکی است که در پست هافبک برای بروسیا مونشن‌گلادباخ در بوندس‌لیگا بازی می‌کند.
از باشگاه‌هایی که در آن بازی کرده‌است می‌توان به باشگاه فوتبال ژیلینا و باشگاه فوتبال گیوری ای‌تی‌او اشاره کرد.